# コーリー・スミス
コーリー・スミス（1991年1月31日 - ）はイングランドのサッカー選手。ポジションはMF。スウォンジー・シティAFC所属。

## 経歴
ジャマイカにルーツを持っている。2008年1月、チャールトン・アスレティックFC戦でデビューした。
2010年にはプレミアリーグでプレーし、18番を着用した。
2012年1月、バーンズリーFCに期限付き移籍した。
2012年9月、ヨーヴィル・タウンFCに期限付き移籍した。
2013年6月20日、オールダム・アスレティックFCと2年契約を結んだ。
2013年6月27日、ブリストル・シティFCと3年契約を結んだ。2017年12月20日のマンチェスター・ユナイテッドFC戦では決勝点を挙げ、2-1の勝利に貢献した。

## 人物
ラグビー選手のジョー・ローンチブリーは義弟であり、コーリーの妹が嫁いでいる。